# 天秤座47
天秤座47，又名BD-18 4195，HD 142378、SAO 159572、HR 5915，是天秤座的一颗恒星，视星等为5.94，位于銀經351.65，銀緯25.66，其B1900.0坐标为赤經15h 49m 13.5s，赤緯-19° 25.66′ 15″。